# 李承先 (清朝)
李承先（？—1891年），字光前，安徽亳州人，清朝将领。

## 生平
少時好读戚继光之书，咸丰初年，與蒋东才平定歸德捻匪有功，解毫州之圍。同治年間，升迁都司。解光州之圍。光绪十四年（1888年），朱仙镇爆發河工骚乱，承先单骑前往安抚。光绪十七年，署河北镇总兵。晚年在家鄉有建設，出资倡修柳湖书院，帝特敕建“乐善好施”牌坊。